# کازیمیر زوراشک
کازیمیر زوراشک (انگلیسی: Casimir Zuraszek؛ زادهٔ ۲۶ فوریهٔ ۱۹۴۹) بازیکن فوتبال اهل فرانسه است.
از باشگاه‌هایی که در آن بازی کرده‌است می‌توان به باشگاه فوتبال لانس اشاره کرد.